# Gabriel Thomàs Rosselló
Gabriel Thomàs Rosselló (Llucmajor, Mallorca, 1963) és un dissenyador gràfic i cinèfil mallorquí reconegut per la seva direcció de les Edicions Atàviques.
Biel Thomàs, com és conegut, pertany a una nissaga que des del 1877 ha regentat el teatre Recreatiu de Llucmajor. Realitzà la seva formació primer al seu poble, al Col·legi de Sant Bonaventura la formació primària, a l'Institut Maria Antònia Salvà (ara IES Llucmajor) la secundària i, a Palma, la formació superior a l'Escola d'Arts i Oficis. El 1986 fundà a Llucmajor les Edicions Atàviques, que oferiren una plataforma de llançament a nous escriptors i artistes gràfics (Miquel Bezares, Arnau Pons, Margalida Pons, Rafel Joan…) i on s'experimentà amb noves formes de presentar la poesia i la pintura. Les seves il·lustracions neoexpressionistes acompanyaren els llibres més importants que s'hi editaren, com ara Cos de calitja (1987) i Indicis (1990) de Miquel Bezares o Territori d'incògnites (1988) de Damià Pons. També publicà Liquen saur (1988) d'Arnau Pons i Instamàtic (1990) de Miquel Cardell.
Acabada aquesta etapa el 1999 muntà un taller de disseny i estampació, dit Plaça 18, que representà una innovació en el camp del disseny de samarretes. Al mateix temps regentava el negoci familiar i seguia col·laborant en el disseny de diversos llibres i en la revista Llucmajor de pinte en ample. Abandonà el projecte d'estampació quan la resta de socis apostaren per una visió més mercantilista que l'artística que interessava a Thomàs. El 2003 tancà el negoci familiar del teatre i el 2009 obrí una tenda especialitzada en el lloguer de vídeos, cartells de cinema (més de 10 000), samarretes, etc. Popster, que disposa d'una extensa videoteca amb títols difícils d'aconseguir, com el quasi mig miler rodat a les Illes.
El 1993 fou guardonat per l'Obra Cultural Balear amb el Premi Bartomeu Rosselló-Pòrcel (Premis 31 de Desembre), per a un personatge menor de trenta-un anys que hagi destacat en el camp de l'animació cultural, la investigació o la creació.